# Stella Saint-Maur Handball
Actualités
La Stella Saint-Maur Handball est un club de handball français basé à Saint-Maur-des-Fossés dans le Val-de-Marne et fondé en 1946. La Stella fût l'un des meilleurs clubs français des années 1960 et 1970, son équipe masculine étant championne de France à six reprises entre 1968 et 1980 et son équipe féminine championne de France en 1971.
Le club faisait partie intégrante du club omnisports Stella Sports Saint-Maur jusqu'en 2017 puis de la VGA Saint-Maur de 2017 à 2021. Depuis les années 2010, il ambitionne de figurer parmi l'élite féminine de la discipline. Il dispute ainsi le Championnat de France de première division depuis la saison 2023-2024.

## Historique

### Genèse de la Stella Sports (années 1950-1960)

Ancien blason de la Stella.

En 1946, Paul Quarez, en compagnie notamment de Bernard Toucas et Georges Volot, anciens élèves du Collège d'Arsonval, fonde le club Stella Sports de Saint-Maur,. D'abord consacrée au handball, l'association Stella Sports, a élargi son offre sportive au point de devenir un club omnisports comptant en 2015 plus de 1 800 adhérents participant aux activités proposées par 5 sections sportives. Le handball reste tout de même, en termes de notoriété, l'activité phare de l'association.
Dans un premier temps, l'équipe de handball de la Stella dispute le championnat UFOLEP. Rejoignant ensuite les championnats FFHB, elle évolue en 1950 dans la même poule du championnat Deuxième division d'Île-de-France, le quatrième échelon régional de handball à onze, que la VGA, son concurrent saint-maurien. Une fusion entre les deux équipes était déjà envisagée à cette époque-là par la VGA, mais refusée par la Stella. La Stella joue également des matchs amicaux afin notamment de promouvoir la discipline, comme le 15 avril 1951 face à l'ASPOM Bordeaux au Stade olympique de Saint-Maur. La Stella joue en parallèle en championnat de handball à sept, qui se développe progressivement, en Première division d'Île-de-France, le troisième échelon régional. En ce début des années 1950, la Stella fait aussi ses premières apparitions en championnat féminin à 7.

### Un club multi-champion de France (années 1960-1980)

#### Découverte du plus haut niveau (1958-1967)
En 1958, la Stella accède pour la première fois à la première division française de handball à 7 qui s'est définitivement imposé. Après être redescendue, la Stella est championne d'Excellence, la deuxième division nationale, en 1961 et retrouve l'élite. En 1963, le club saint-maurien atteint pour la première fois la finale du championnat de France Nationale, battu par l'US Ivry (19-23). L'année suivante, les joueurs de la Stella échouent cette fois en demi-finales, face au même bourreau (12-17). Il s'ensuit des saisons où la Stella se stabilise parmi les dix premières forces du championnat.
Au début des années 1960, l'équipe féminine de la Stella est composée de fiancées, sœurs, filles, femmes de handballeurs. Elle n'a alors que peu d'ambition, se contentant de jouer des matchs de championnat. C'est en 1963 qu'une véritable volonté de former une section féminine prend forme, ce qui fut chose faîte pour la saison 1964-1965. À l'issue de cette saison-là, l'équipe sénior progresse en accédant à la division Honneur du championnat de Paris. Des équipes juniors et cadettes débutent également en championnat et en 1966, pour sa première saison, l'équipe junior féminine de la Stella entraînée par Fernand Zaegel est championne de France, remportant également la Coupe de Paris face à la VGA.

#### Premiers titres masculins et féminins (1967-1976)

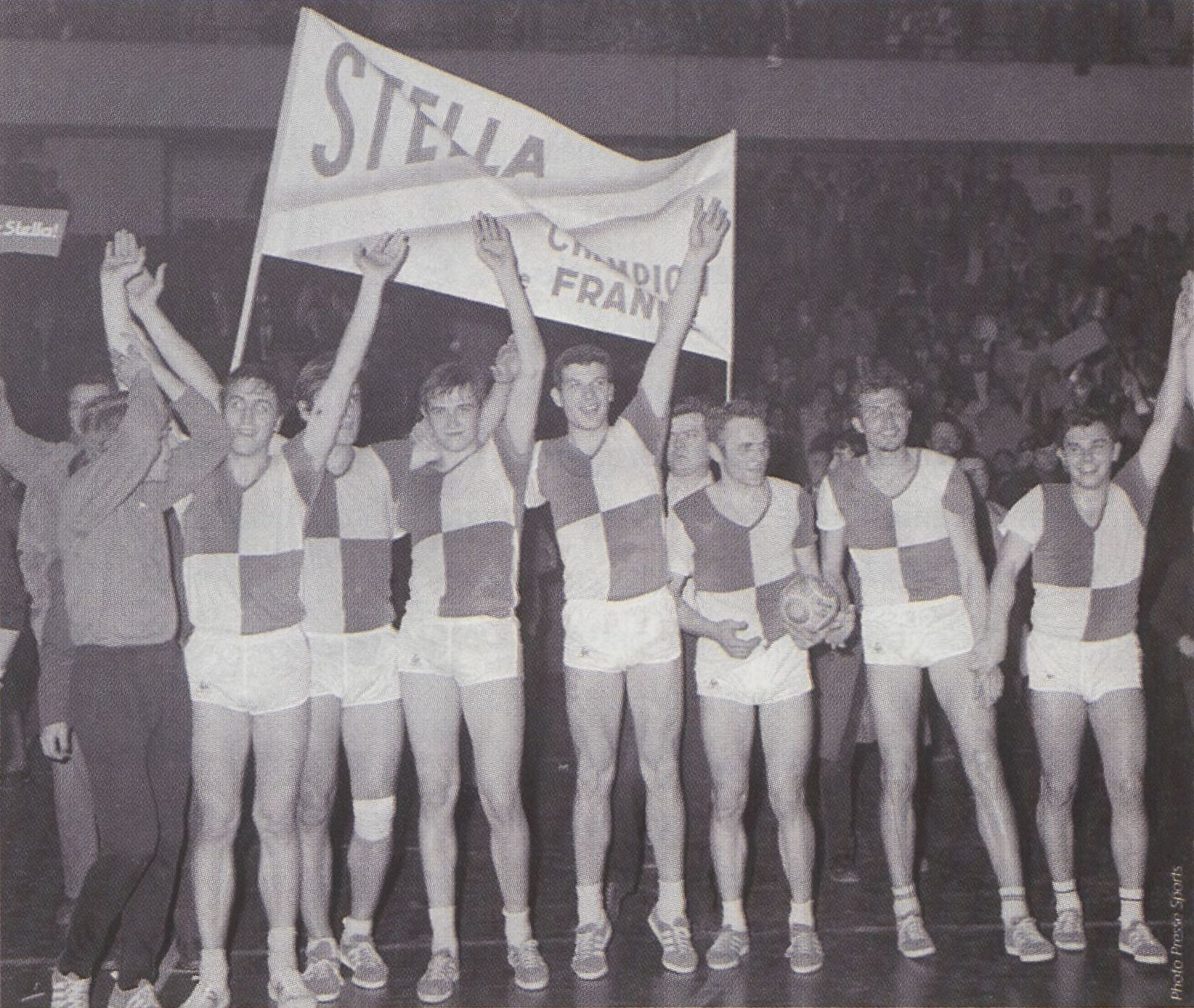
La Stella célébrant son premier titre de champion de France en 1968.

En demi-finales du championnat de France masculin 1967-1968, la Stella Sports, mal embarqué après sa défaite 23-16 face au Paris UC au match aller, crée la surprise et parvient à renverser la situation avec une victoire 18-11 à domicile devant 1 200 spectateurs. En finale, les joueurs de Fernand Zaegel déjouent les pronostics et imposent leur jeu tout au long du match aux joueurs d'Ivry (20-18), prenant leur revanche de la finale 1963. Au stade Pierre-de-Coubertin, devant 3 500 personnes, les Saint-Mauriens, portés par Jean-Michel Germain (6 buts) et Alfred Alexandre (5 buts), remportent leur premier championnat de France. En 1970, la Stella est battue en demi-finales (12-14, 19-25) par l'US Ivry, futur champion de France. L'équipe masculine de la Stella est marquée par une certaine irrégularité dans ses performances tout au long de la saison, notée par l'entraîneur Fernand Zaegel : « l'irrégualité de mes joueurs m'effraie parfois, mais [...] ils s'appliquent lorsque la situation l'exige ». Cette équipe des grands rendez-vous remporte un deuxième titre de Nationale I en 1972 grâce à une victoire 16-13 contre le Paris UC en finale. Menés jusqu'à sept minutes du terme, les Stellistes sont parvenus à renverser la situation au stade Pierre-de-Coubertin.
Quatre ans plus tard, en finale du championnat de France de Nationale 1 masculine, la Stella Sports de Saint-Maur bat en finale, au stade Pierre-de-Coubertin, le R.P.M. Strasbourg par 18 à 14 et remporte sa troisième couronne.

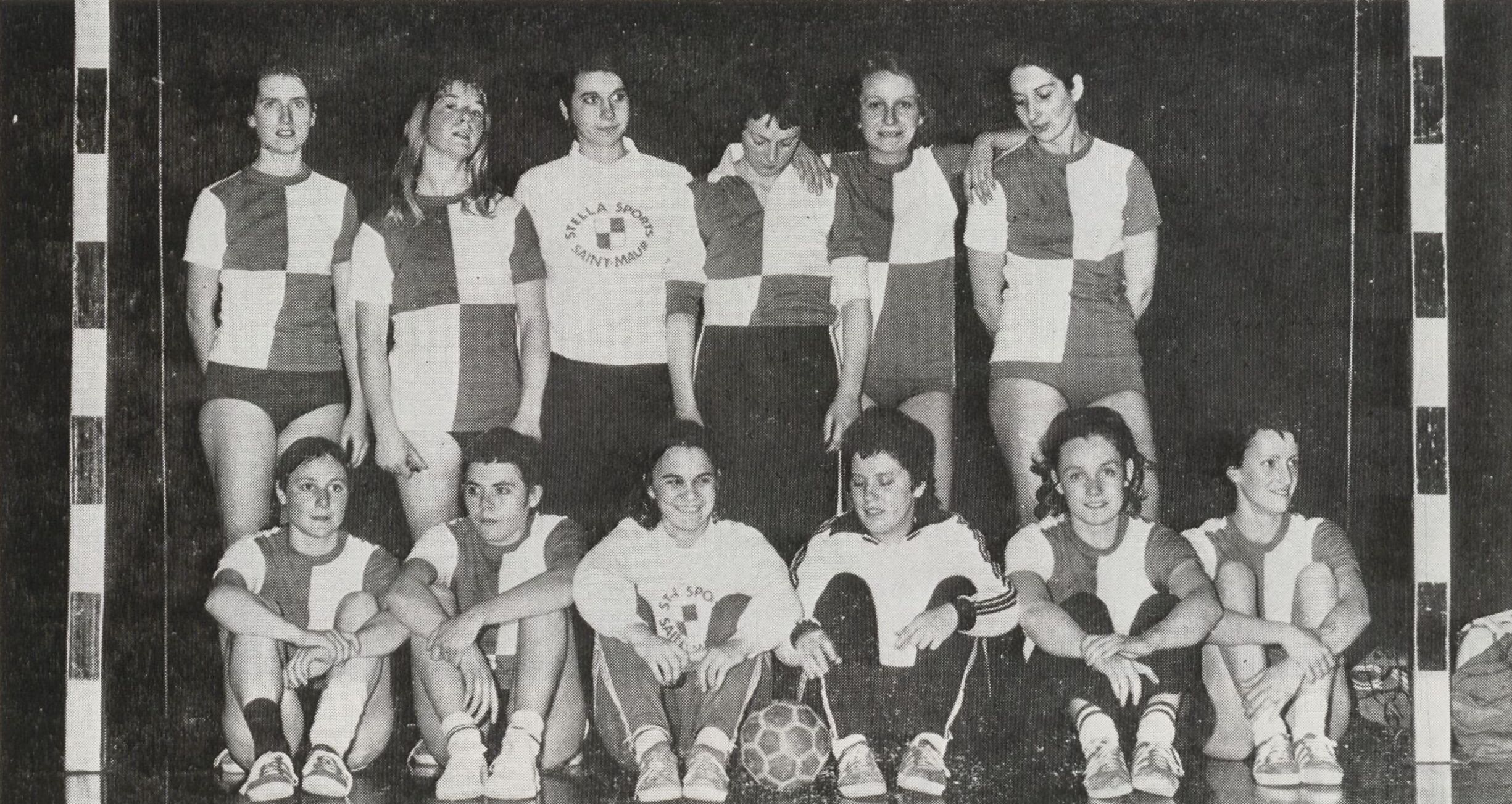
La Stella Sports en finale du championnat féminin 1971.

Chez les féminines, la Stella Sports accède à la Nationale 1 en 1967. Il s'ensuit deux demi-finales de championnat en 1968 et 1969.
En 1971, l'équipe féminine de la Stella Sports atteint la finale du championnat de France pour la première fois en éliminant le Stade français (9-7, 11-11). En finale, la jeune équipe saint-maurienne, entraînée par M. Rochon et portée par la capitaine Marie-Florine Druais, vient à bout du Paris université club (8-6) dans une finale très disputée et remporte son premier titre de championne de France.

#### Un triplé historique (1977-1980)
En 1977-1978, la Stella remporte le championnat de France et la Coupe de France. En 1978-1979, la Stella, de nouveau championne de France, atteint les quarts de finale de la Coupe des clubs champions européens, une première pour un club français. Presque 3 000 spectateurs viennent soutenir les Bleus et blancs dans leur parcours européen.
En début de saison 1979-1980, les Stellistes font face au départ de leur entraîneur Serge Gelé. Jean-Paul Martinet prend la relève en tant qu'entraîneur-joueur. Cela de les empêche de performer et de se qualifier une nouvelle fois pour la finale du championnat. Les Saint-Mauriens la remportent pour la troisième fois d'affilée, du jamais vu, grâce à une victoire 26-22 contre l'USM Gagny, club qui monte en puissance.

#### Renouvellement mais ambition intacte (1980-1985)
Les saisons suivantes voient l'effectif de la Stella se renouveler, avec le départ d'anciens et l'arrivée de jeunes. Ainsi le club ne parvient plus à atteindre la finale malgré une ambition intacte. À l'aube de la saison 1984-1985, la Stella, entraînée par Jean-Luc Druais depuis un an, continue de croire au titre, avec un effectif solide. Les départs de Jean-Luc Thiébaut et Marc Watteuw ont pu être compensés par les arrivées de Frédéric Perez et de l'Allemand Georges Frankenstein. Dans ce championnat nouvelle formule avec une poule unique, la Stella est vice-championne de France, terminant à trois points du vainqueur Gagny.

#### Descente aux enfers (1985-1990)
À l'été 1985, la Stella fait face au départ de ses meilleurs joueurs Marc-Henri Bernard, Christophe Esparre et Georges Frankenstein. Le président Michel Lefebvre dresse le constat : « Les moyens financiers nous manquent. [...] Nous ne pouvons guère lutter avec certaines "puissances" qui proposent aux joueurs des sommes assez importantes ». Refusant de participer à l'escalade financière, la Stella se retrouve ainsi pénalisée avec un effectif en manque de qualité et de quantité. Condamnée à la descente en Nationale 1B par les pronostiqueurs, la Stella décroche finalement la sixième place du championnat. En revanche l'année suivante, pénalisée une nouvelle fois par le départ de Stéphane Huet et Manuel Dureuil, la Stella descend pour de bon en deuxième division. Jean-Claude Tapie tente alors de reprendre le club auprès du fondateur Paul Quarez, sans succès. Il ira faire le succès de l'US Créteil par la suite.
Dans les années 1990, le virage de la professionnalisation n'est donc pas pris, à la différence des clubs de Créteil ou Ivry. En effet, la municipalité de Saint-Maur-des-Fossés refuse de financer le sport de haut niveau, privilégiant le sport scolaire. Ainsi alors que pour l'exercice 1989-1990, la Stella Saint-Maur omnisports reçut une subvention de 650 000 FRF, le maire Jean-Louis Beaumont ne lui accorda l'année suivante que 305 000 FRF dont 80 000 FRF pour le handball, insuffisant pour rester au niveau national. Par conséquent, en 1990, alors que le club était relégué en Nationale II, le troisième échelon national, les dirigeants du club décidèrent d'abandonner le niveau national pour repartir en bas de l'échelle, en honneur départementale. La priorité est désormais placée dans la formation des jeunes et ses équipes juniors et cadets.

### Abandon du haut niveau (années 1990-2000)
En 1992, la Stella Sports fusionne avec la section handball de la VGA Saint-Maur pour ne former plus qu'un seul club de handball à Saint-Maur-des-Fossés, qui reste rattaché à la Stella Sports. La section prend toutefois les couleurs de la VGA : le jaune et le bleu. Trois ans plus tard, en 1995, Paul Quarez quitte la présidence du club. Bernard Monnot en prend la tête.
En août 2000, Patrick Lepetit, ancien international français vice-champion du monde 1993, est nommé comme nouvel entraîneur de l'équipe senior masculine de la Stella Saint-Maur qui évolue en Nationale 3. En 2002, alors que les équipes seniors évoluent en Nationale 2 chez les hommes, promus cette saison, et Nationale 3 chez les femmes, l'accent est toujours mis sur les jeunes avec un apprentissage du hand donné à 840 écoliers, une classe hand pour les filles, 18 entraîneurs et des titres remportés.

### Le renouveau avec les féminines (depuis les années 2010)
En 2016, la section handball de Stella Sports figure parmi les groupes sportifs franciliens comptant le plus grand nombre de licenciés (480). En 2017, la Stella dans son ensemble fusionne avec la VGA pour former plus qu'un seul club omnisports de plus de 10 000 membres. La section handball garde tout de même sa dénomination « Stella ».

#### La Stella de retour au premier plan (2013-2017)

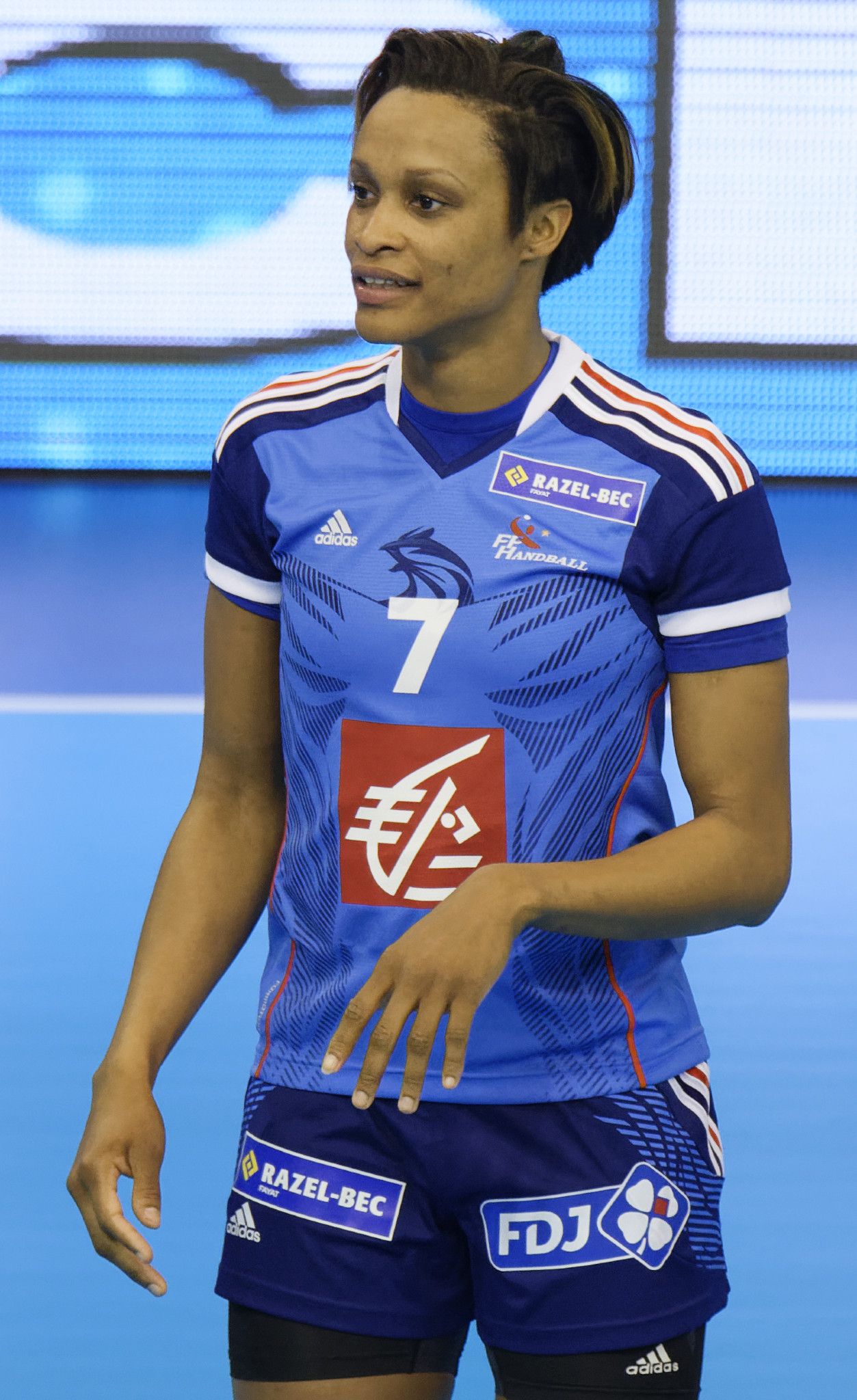
Allison Pineau, manageuse bénévole du club de 2013 à 2016.

Désireux de retrouver sa spendeur d'antan, la Stella décide au début des années 2010 de miser sur son équipe féminine, un challenge plus simple et moins coûteux que chez les hommes. Ainsi, l'objectif est d'accéder à la première division à moyen terme. Après une saison 2012-2013 très mitigée avec une 9e place en N1 à l'arrivée, le club val-de-marnais met les moyens pour accéder rapidement à la D2. Alors que onze joueuses sont recrutées, l'internationale française Allison Pineau arrive au club dans un rôle de manageuse bénévole, participant activement au recrutement et au développement du club,. À l'issue de cette saison 2013-2014, la Stella parvient à obtenir une montée historique en Division 2 féminine. Lors de cette même saison victorieuse et la suivante, le club francilien se qualifie également pour les quarts de finale de la Coupe de France, échouant contre Issy en 2014 et contre Le Havre en 2015. La Stella se renforce de deux internationales en 2014, qui cependant se révéleront être un « flop » selon l'entraîneur Samir Messaoudi. Lors de sa première saison en D2, le club acquiert rapidement son maintien et finit à la 8e place du classement.
Au cours d'une saison 2015-2016 décevante alors que l'effectif est taillé pour jouer le haut du tableau, et notamment renforcé par l'internationale française Angélique Spincer, la direction entreprend des changements radicaux à la tête de l'équipe. Allison Pineau est poussée vers la sortie tandis que l'entraîneur Messaoudi, au club depuis 2012 le quitte en fin de saison. L'effectif est alors de nouveau chamboulé.
La saison 2016-2017 est catastrophique pour la Stella, qui enchaîne les défaites en débuts de saison, et passe la trêve hivernale en dernière position avec une seule victoire en neuf matchs. En mars 2017, Franck Andretti remplace Olivier Orfèvres à la tête de l'équipe, et permet au club de retrouver la victoire par deux fois. Mais ce n'est pas suffisant et le club finit par être relégué en fin de saison, abandonnant ses espoirs de monter rapidement en LFH.

#### Descente en N1 pour mieux remonter (2017-2023)

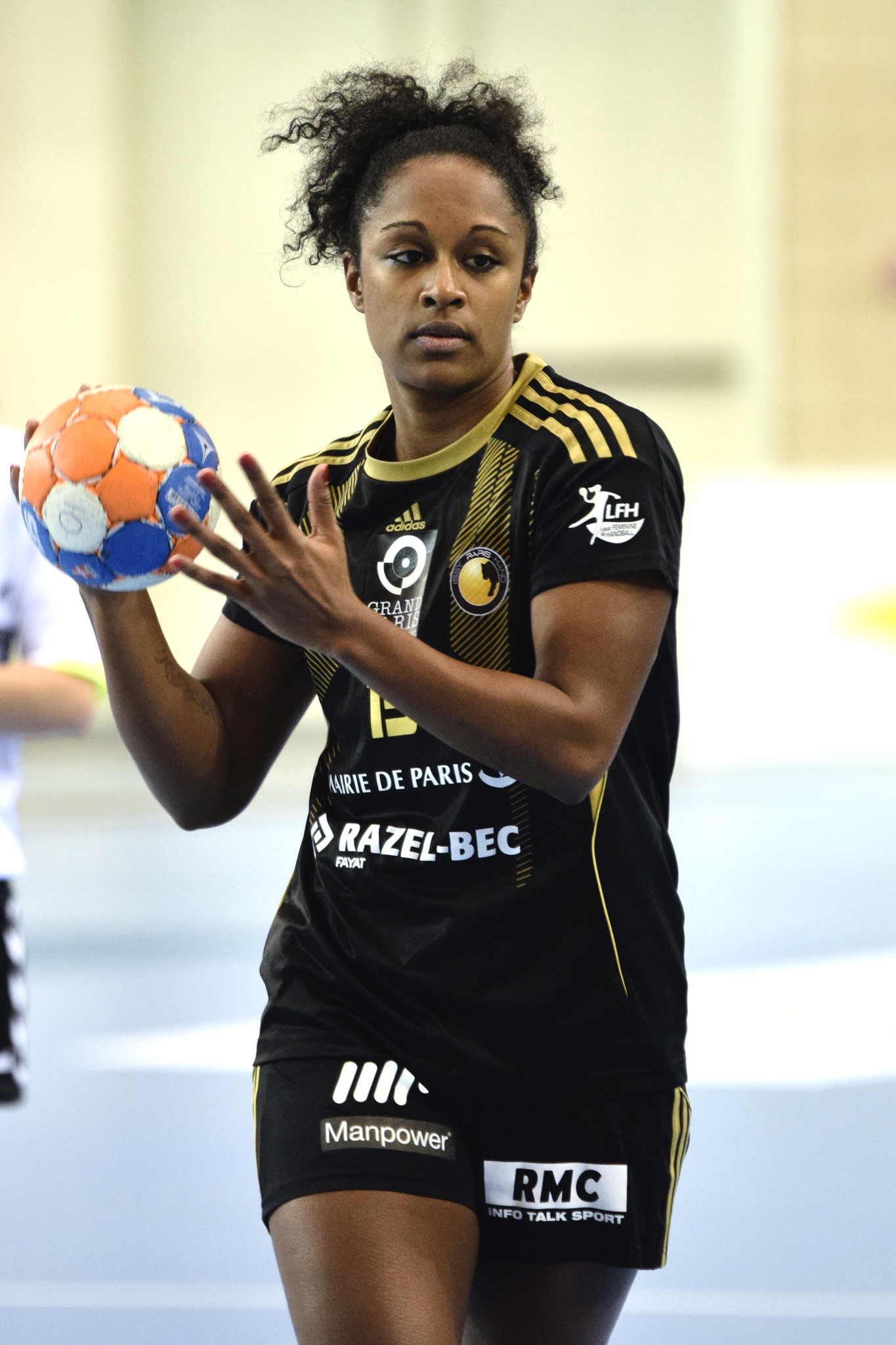
Finissant sa carrière de joueuse à la Stella, Angélique Spincer prend en main l'équipe en 2017.

De retour en N1F en 2017, la nouvelle entraîneuse Angélique Spincer fait remonter le club en D2F dès sa première saison, la Stella pouvant alors retrouver des ambitions. La saison suivante, de retour en deuxième division, l'équipe féminine participe aux play-offs et termine 7e du championnat. Lors de cette même saison, la Stella Saint-Maur se qualifie pour les quarts de finale de la Coupe de France féminine. Elle joue alors contre l'équipe de Brest vice-championne de France le 27 mars 2019, rencontre qui se solde d'une défaite 29-35 devant tout de même plus de 800 spectateurs.
Désireux de continuer à progresser après une bonne saison, la Stella parvient à se classer, à la fin de la première phase de la saison 2019-2020, 2e de sa poule et accède ainsi une nouvelle fois aux play-offs,. Comme la saison précédente, la Stella se qualifie pour les quarts de finale de la Coupe de France, et reçoit une nouvelle fois Brest. La rencontre se solde par une défaite encore plus lourde que l'année précédente (34-24). En raison de la pandémie de Covid-19, les playoffs ne peuvent pas aller à leur terme, le classement est ainsi arrêté à la fin de la première phase et la Stella finit 4e.
À l'issue de la saison 2019-2020, le club fait face au départ de l'entraîneuse Angélique Spincer, ainsi que de nombreuses joueuses qui rejoignent des clubs de LBE dont Doungou Camara,. Pour la saison suivante, avec pour objectif d'accéder rapidement à l'élite du handball féminin français, le club obtient le statut VAP (Voie d'accession au professionnalisme) pour la première fois,. Le 1er juin 2020, le club annonce son nouvel entraîneur, Rémi Samson, en provenance d'Angoulême Charente handball en N1.
Après une saison 2020-2021 plutôt réussie, la Stella finissant deuxième de son groupe puis deuxième de sa poule de playoffs, l'entraîneur Rémi Samson est prolongé pour deux ans tandis que le staff est modifié et l'effectif renforcé avec l'arrivée de sept nouvelles joueuses. Dans le même temps, le club continue sa professionnalisation en dotant de nouvelles structures notamment. En juillet 2021, la Stella Handball fait scission avec la VGA, la totalité des équipes de la section handball étant transférée à une nouvelle entité sous forme d'association loi de 1901, dénommée « Stella Saint-Maur Handball » et toujours présidée par Bernard Monnot. La raison est que le développement de l'équipe fanion féminine, de son budget et notamment l'obtention du statut VAP pourraient fragiliser les finances de la VGA et de l'ensemble de ses sections en cas de difficultés. Un nouveau logo est dévoilé à cette occasion.
Après être revenue en 2019 dans son club formateur finir sa carrière, la gardienne tunisienne Noura Ben Slama rejoint en 2021 l'organigramme du club en tant que manager générale. Il s'ensuit une saison 2021-2022 où les Saint-Mauriennes passent proche de la montée, finissant deuxièmes du championnat de D2. À l'été 2022, l'équipe dirigeante ayant fait la transition vers la nouvelle structure passe la main, Luc Sarramegna est ainsi nommé président du club. Conservant un effectif stable, les Étoiles de la Stella réalisent une saison 2022-2023 presque parfaite, portées par leur capitaine Djénéba Tandjan et l'arrière Mathilde Plotton (7,8 buts de moyenne, élue MVP de la saison), avec seulement trois défaites en 24 journées et s'assurent la montée et même le titre de championnes de France de D2. La Stella Saint-Maur retrouve ainsi l'élite du handball français quatre décennies après l'avoir quitté. L'entraineur Rémi Sanson, élu meilleur entraîneur de la saison, prolonge jusqu'en 2025 et sera rejoint par un nouvel adjoint Felix Garcia Carracedo.

#### La Stella retrouve l'élite (depuis 2023)
À l'été 2023, à l'aube de son retour dans l'élite, l'effectif de la Stella change peu, mais voit tout de même sa capitaine Djénéba Tandjan arrêter sa carrière professionnelle, tandis que Camille Tourigny et Kim Andretti quittent le club après avoir passé respectivement 9 et 7 ans au club. En parallèle, Elise Delorme arrive en provenance de la JDA Dijon et la Monténégrine Milica Trifunović (no) en provenance du HAC. Cette première saison dans l'élite est difficile pour la Stella avec seulement quatre victoires et un nul en vingt-six matchs de championnat. Elle concède notamment une série de 13 défaites consécutives de la 3e à la 16e journée. Ainsi le club est rapidement la lanterne rouge du championnat. Se distingue cependant l'arrière gauche Mathilde Plotton qui finit 4e meilleure buteuse du championnat. Fin janvier 2024, l'entraîneur Rémi Samson n'officie plus sur le banc de l'équipe et est remplacé par son adjoint Felix García. Reléguée sportivement en D2 en fin de saison, la Stella est finalement repêchée en Ligue Butagaz Énergie après la liquidation judiciaire des Neptunes de Nantes. Elle voit toutefois partir à l'intersaison sa meilleure joueuse Mathilde Plotton, son arrière Kimberley Rutil et la demi-centre Jenna Vanbostal notamment,. Pour sa deuxième saison dans l'élite, la Stella recrute les Françaises Mélina Peillon, Méissa Maurice et Chloé Pugliese, ainsi que la Néerlandaise Nyala Krullaars (en).

## Résultats sportifs

### Palmarès
| Section masculine | Section féminine |
| --- | --- |
| - Championnat de France (6) - Champion en 1968, 1972, 1976, 1978, 1979 et 1980 - Vice-champion en 1963, 1969, 1971 et 1974, 1985 - Coupe de France (1) - Vainqueur en 1978 - Championnat de France Excellence (1) - Champion en 1961 | - Championnat de France (1) - Champion en 1971 - Demi-finaliste en 1968 et 1969 - Championnat de France de Division 2 (1) - Champion en 2023 - Vice-champion en 2022 - Coupe de France - Meilleur résultat : Quart de finaliste en 2014, 2015 et 2019 - Championnat de France de Nationale 2 (1) - Champion en 2011 |

La Stella compte également six titres juniors masculins qui viennent compléter le palmarès du club.

### Bilan saison par saison
| Saison    | Championnat   | C. de France | Europe             |
| --------- | ------------- | ------------ | ------------------ |
| 1961-1962 | ?             | -            | -                  |
| 1962-1963 | finaliste     | -            | -                  |
| 1963-1964 | 1/2 finaliste | -            | -                  |
| 1964-1965 | 6e            | -            | -                  |
| 1965-1966 | 9e            | -            | -                  |
| 1966-1967 | 1/4 finaliste | -            | -                  |
| 1967-1968 | Champion      | -            | -                  |
| 1968-1969 | finaliste     | -            | -                  |
| 1969-1970 | 1/2 finaliste | -            | -                  |
| 1970-1971 | finaliste     | -            | -                  |
| 1971-1972 | Champion      | -            | -                  |
| 1972-1973 | 1/2 finaliste | -            | C1 : 1er tour      |
| 1973-1974 | finaliste     | -            | -                  |
| 1974-1975 | 1/2 finaliste | -            | -                  |
| 1975-1976 | Champion      | 1/16 ?       | -                  |
| 1976-1977 | 5e            | -            | C1 : 1er tour      |
| 1977-1978 | Champion      | Vainqueur    | -                  |
| 1978-1979 | Champion      | -            | C1 : 1/4 finaliste |
| 1979-1980 | Champion      | -            | C1 : 2e tour       |
| 1980-1981 | 7e            | -            | C1 : 2e tour       |
| 1981-1982 | 3e            | -            | -                  |
| 1982-1983 | 4e            | -            | C3 : 1er tour      |
| 1983-1984 | 4e            | -            | -                  |
| 1984-1985 | 2e            | 1/4          |                    |
| 1985-1986 | 6e            | 1/4          | C3 : 1er tour      |
| 1986-1987 | 12e           | ?            | -                  |

| Saison    | Div. | Rang          | Rang             | Coupe de France  |
| Saison    | Div. | Final         | Saison régulière | Coupe de France  |
| --------- | ---- | ------------- | ---------------- | ---------------- |
| 2000-2001 | N3   | ?             | ?                | ?                |
| 2001-2002 | N2   | 6e (Poule 2)  | 6e (Poule 2)     | ?                |
| 2002-2003 | N3   | 4e (Poule 3)  | 4e (Poule 3)     | ?                |
| 2003-2004 | N3   | 1er (Poule 2) | 1er (Poule 2)    | Pas de coupe     |
| 2004-2005 | N2   | 8e (Poule 2)  | 8e (Poule 2)     | ?                |
| 2005-2006 | N2   | 2e (Poule 2)  | 2e (Poule 2)     | 3e tour          |
| 2006-2007 | N1   | 8e (Poule 1)  | 8e (Poule 1)     | 5e tour          |
| 2007-2008 | N1   | 7e (Poule 1)  | 7e (Poule 1)     | Pas de coupe     |
| 2008-2009 | N1   | 9e (Poule 1)  | 9e (Poule 1)     | 16e de finale    |
| 2009-2010 | N1   | 11e (Poule 1) | 11e (Poule 1)    | 3e tour          |
| 2010-2011 | N2   | 1er           | 1er (Poule 2)    | 16e de finale    |
| 2011-2012 | N1   | 8e (Poule 1)  | 8e (Poule 1)     | 3e tour          |
| 2012-2013 | N1   | 9e (Poule 1)  | 9e (Poule 1)     | 16e de finale    |
| 2013-2014 | N1   | 2e (Poule 2)  | 2e (Poule 2)     | Quart de finale  |
| 2014-2015 | D2   | 8e            | 8e               | Quart de finale  |
| 2015-2016 | D2   | 7e            | 7e               | 8e de finale     |
| 2016-2017 | D2   | 11e           | 11e              | 8e de finale     |
| 2017-2018 | N1   | 1er (Poule 2) | 1er (Poule 2)    | 32e de finale    |
| 2018-2019 | D2   | 7e            | 4e (Poule 1)     | Quart de finale  |
| 2019-2020 | D2   | —             | 2e (Poule 1)     | Quart de finale  |
| 2020-2021 | D2   | 2e (Poule B)  | 2e (Poule 1)     | Arrêtée          |
| 2021-2022 | D2   | 2e            | 2e               | 1er tour         |
| 2022-2023 | D2   | Champion      | Champion         | 2e tour          |
| 2023-2024 | LBE  | 14e           | 14e              | Phase de groupes |

### Finales remportées
| 6 titres de champion de France masculin | 6 titres de champion de France masculin | 6 titres de champion de France masculin | 6 titres de champion de France masculin | 6 titres de champion de France masculin | 6 titres de champion de France masculin |
| 1er 1967-1968 | 2e 1971-1972 | 3e 1975-1976 | 4e 1977-1978 | 5e 1978-1979 | 6e 1979-1980 |
| --- | --- | --- | --- | --- | --- |
| Stade Pierre-de-Coubertin, Paris Face à l'US Ivry 11 mai 1968 Résultat : 20 - 18 | Stade Pierre-de-Coubertin, Paris Face au Paris UC 3-4 juin 1972 Résultat : 16 - 13 | Stade Pierre-de-Coubertin, Paris Face au RP Strasbourg-Meinau 29-30 mai 1976 Résultat : 18 - 14 | Stade Pierre-de-Coubertin, Paris Face au Cercle Sportif Laïc Dijon 20 mai 1978 Résultat : 20 - 16 | Stade Pierre-de-Coubertin, Paris Face au Cercle Sportif Laïc Dijon 26 mai 1979 Résultat : 24 - 23 | Stade Pierre-de-Coubertin, Paris Face à l'USM Gagny 7 juin 1980 Résultat : 26 - 22 |
| Entraîneur : Fernand Zaegel Gardien de but Jean Thiébault Joueurs de champ Jean-Michel Germain (6 buts) Alfred Alexandre (5) Alain Berger (3) Joël Hector (2) Guy Petit (1) Yves Chaplais (1) Claude Perraud (1) Deschamps | Entraîneur : Fernand Zaegel Gardiens de but Jean Thiébault Jacques Perrin Joueurs de champ Alain Berger (5 buts) Christian Lelarge (4) Yves Chaplais (2) Jean-Louis Legrand (2) Guy Petit (2) Michel Caron (1) Claude Perraud Pierre Contino Gilbert Chapuis Jean-Pierre Berlin Jean-Jacques Fusey Dominique Martin Joël Hector | Entraîneur : Fernand Zaeguel Gardiens de but Jacques Perrin Henri Vindigni Joueurs de champ Dominique Dolique (4 buts) Alain Berger (4) Sylvain Crépin (2) Jean-Louis Legrand (2) Alain Nicaise (2) Gérard Roussel (2) Armand Ricart (1) Bernard Virolle (1) Christian Thiaffey Rencorel Christian Lelarge | Entraîneur : Serge Gelé Gardiens de but Dominique De Ronchi Henri Vindigni Joueurs de champ Jean-Louis Legrand (9 buts) Christian Lelarge (2) Bernard Bouteiller (2) Gérard Roussel (2) Jacques Grandjean (2) Alain Nicaise (1) Jean-Paul Martinet (1) Bernard Virolle (1) Patrice Gaudrin Sylvain Crépin Daniel Deronchi | Entraîneur : Serge Gelé Gardiens de but Dominique De Ronchi Lambert M'Bo Joueurs de champ Jean-Louis Legrand (8 buts) Bernard Bouteiller (5) Gérard Roussel (4) Marc-Henri Bernard (2) Jacques Grandjean (2) Jean-Paul Martinet (1) Alain Nicaise (1) Bernard Virolle (1) Sylvain Crépin Patrice Gaudrin | Entraîneur : Jean-Paul Martinet Gardiens de but Dominique De Ronchi Philippe Médard Joueurs de champ Marc-Henri Bernard (8 buts) Jean-Paul Martinet (6) Jacques Grandjean (5) Gérard Roussel (4) Bernard Bouteiller (2) Jean-Louis Legrand (1) Sylvain Crépin Philippe Carrara Thierry Anti Stéphane Huet |
| | | | | | |

| Face au Paris UC 17-18 avril 1971 Résultat : 8 - 6 |
| Entraîneur : Rochon Joueuses Marie-Florine Druais Claude Introïni Dominique Gazagnes Liliane Rougerie Lydie Duflot Catherine Dumahut Micheline Froment Claudine Tual Chantal Pressman Eliane Brevet Catherine Pierret Claude Debernard Catherine Clauzet |

## Saison actuelle

### Transferts
Le tableau suivant liste les transferts de joueuses annoncés pour la saison 2024-2025.
| Année         | Nom | Nom                         | Poste            | Provenance/Destination | Provenance/Destination   | Durée                |
| ------------- | --- | --------------------------- | ---------------- | ---------------------- | ------------------------ | -------------------- |
| Arrivées      |     |                             |                  |                        |                          |                      |
| 2024          |     | Mélina Peillon              | Ailière droite   |                        | ESBF Besançon            | 1 an                 |
| 2024          |     | Méissa Maurice              | Demi-centre      |                        | Noisy-le-Grand handball  | 1 an                 |
| 2024          |     | Chloé Pugliese              | Arrière droite   |                        | Toulon Métropole Var HB  | 1 an                 |
| 2024          |     | Nyala Krullaars (en)        | Arrière gauche   |                        | Buxtehuder SV            | 1 an                 |
| Départs       |     |                             |                  |                        |                          |                      |
| 2024          |     | Mathilde Plotton            | Arrière gauche   |                        | JDA Dijon                | 2 ans                |
| 2024          |     | Kimberley Rutil             | Arrière droite   |                        | Sambre Avesnois Handball | 1 an                 |
| 2024          |     | Luna Marin                  | Ailière droite   |                        | Noisy-le-Grand handball  | 1 an                 |
| 2024          |     | Milica Trifunović (no)      | Ailière droite   |                        | Saint-Grégoire RMH       | 1 an                 |
| 2024          |     | Jenna Vanbostal             | Demi-centre      |                        | US Palaiseau Handball    | 1 an                 |
| 2024          |     | Jacqueline Oliveira Santana | Gardienne de but | Fin de carrière        | Fin de carrière          | Fin de carrière      |
| Prolongations |     |                             |                  |                        |                          |                      |
| 2024          |     | Pauline Plotton             | Demi-centre      | 1 an (jusqu'en 2025)   | 1 an (jusqu'en 2025)     | 1 an (jusqu'en 2025) |
| 2024          |     | Elise Delorme               | Ailière gauche   | 1 an (jusqu'en 2025)   | 1 an (jusqu'en 2025)     | 1 an (jusqu'en 2025) |
| 2024          |     | Marie Lachat                | Gardienne de but | 1 an (jusqu'en 2025)   | 1 an (jusqu'en 2025)     | 1 an (jusqu'en 2025) |
| 2024          |     | Rakia Rezgui                | Pivot            | 1 an (jusqu'en 2025)   | 1 an (jusqu'en 2025)     | 1 an (jusqu'en 2025) |
| 2024          |     | Kyncia Pastour              | Arrière gauche   | 1 an (jusqu'en 2025)   | 1 an (jusqu'en 2025)     | 1 an (jusqu'en 2025) |
| 2024          |     | Djénéba Touré               | Ailière droite   | 1 an (jusqu'en 2025)   | 1 an (jusqu'en 2025)     | 1 an (jusqu'en 2025) |

## Personnalités liées au club

### Présidents

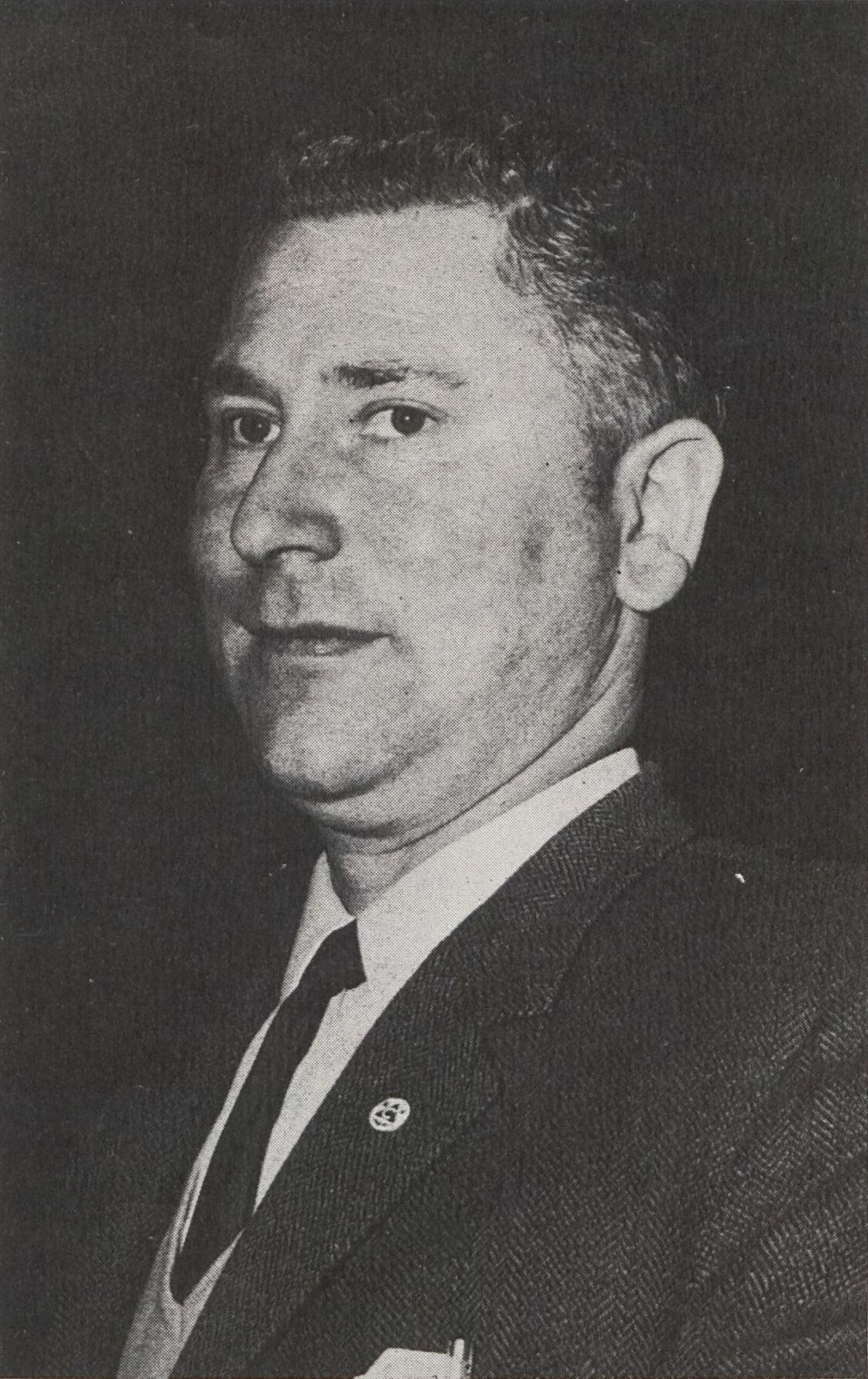
Paul Quarez, fondateur de la Stella Sports de Saint-Maur, en 1976.

- Paul Quarez (président du club omnisports, 1946-1995)
  - Fernand Zaegel (président de la section handball, ?)[21]
  - Michel Lefebvre (président de la section handball, années 80)
  - Bernard Ducorps (président de la section handball, ?)[27]
- Bernard Monnot (1995-2022)[8]
- Luc Sarramegna (depuis 2022)

### Entraîneurs
équipe masculine
- Fernand Zaegel (années 60-70)
- Serge Gelé (1976-1979)[91]
- Jean-Paul Martinet (1979-1980)[21]
- Jean-Luc Druais (à partir de 1983)[92]
- Patrick Lepetit (à partir de 2000)[28]
- Jean-Damien Scotti (jusqu'en 2015)[93]
- Frédéric Louis (2015-2021)[93]
- Florent Forne (2021-2022)
- Samir Messaoudi (depuis 2022)

équipe féminine
- M. Rochon (années 70)
- David Morelli
- Samir Messaoudi (2012-2016)[94]
- Olivier Orfèvres (2016-2017)[39]
- Franck Andretti (2017)[42]
- Angélique Spincer (2017-2020)[44],[53]
- Rémi Samson (2020-2022)[58]
- Felix Garcia (depuis 2023)

### Joueurs
- Thierry Anti (197x-1986)
- Marc-Henri Bernard (1976-1985)
- Philippe Carrara (1974-1987)
- Christophe Esparre (1982-1985)
- Jean-Michel Germain (196x-1970), 1 fois champion de France
- Jean-Louis Legrand (1971-1980), 5 fois champion de France
- François-Xavier Houlet (1980–1986, junior)
- Jean-Paul Martinet (1976-1980), 3 fois champion de France
- Philippe Médard (1979-1980), champion de France en 1980
- Frédéric Perez (1984-1988)
- Stéphane Plantin (198x–1986, junior)
- Jean-Luc Thiébaut (1981-1984)
- Fernand Zaegel

### Joueuses
Parmi les joueuses ayant évolué au club, on trouve :
- Nadia Bellakhdar : de 2019 à 2021
- Noura Ben Slama : de 2019 à 2021
- Petra Beňušková : de 2015 à 2016
- Doungou Camara : de 2019 à 2020
- Alimata Dosso : de 2012 à 2015
- Aminata Doucouré : de 2012 à 2015
- Ivana Gakidova : de 2018 à 2020
- Fanta Keita : de 2014 à 2017
- Manel Kouki : de 2017 à 2018
- Déborah Kpodar : de 2015 à 2016
- Jacqueline Oliveira Santana : de 2021 à 2024
- Helena Ryšánková : de 2016 à 2017
- Angélique Spincer : de 2015 à 2017
- Djénéba Tandjan : de 2020 à 2023
- Žaneta Tóthová : de 2013 à 2015

## Organisation

### Statut légal
La Stella Saint-Maur Handball est une association loi de 1901 créée en 2021, affilée à la Fédération française de handball (FFHB) ainsi qu'à la Ligue Île-De-France Est (LIFE) et au Comité Départemental du Val-de-Marne (CDHB 94).
Elle est issue de la scission de la section VGA Stella Handball de l'association VGA Saint-Maur Omnisports fondée en 1919. Cette dernière avait absorbé en 2017 l'association Stella Sports fondée en 1937, dont la section handball faisait partie.

### Identité visuelle (logo)

Ancien logo
Ancien logo
Ancien logo
Logo de la VGA Stella de 2019 à 2021
Logo de la Stella depuis 2021

### Infrastructures

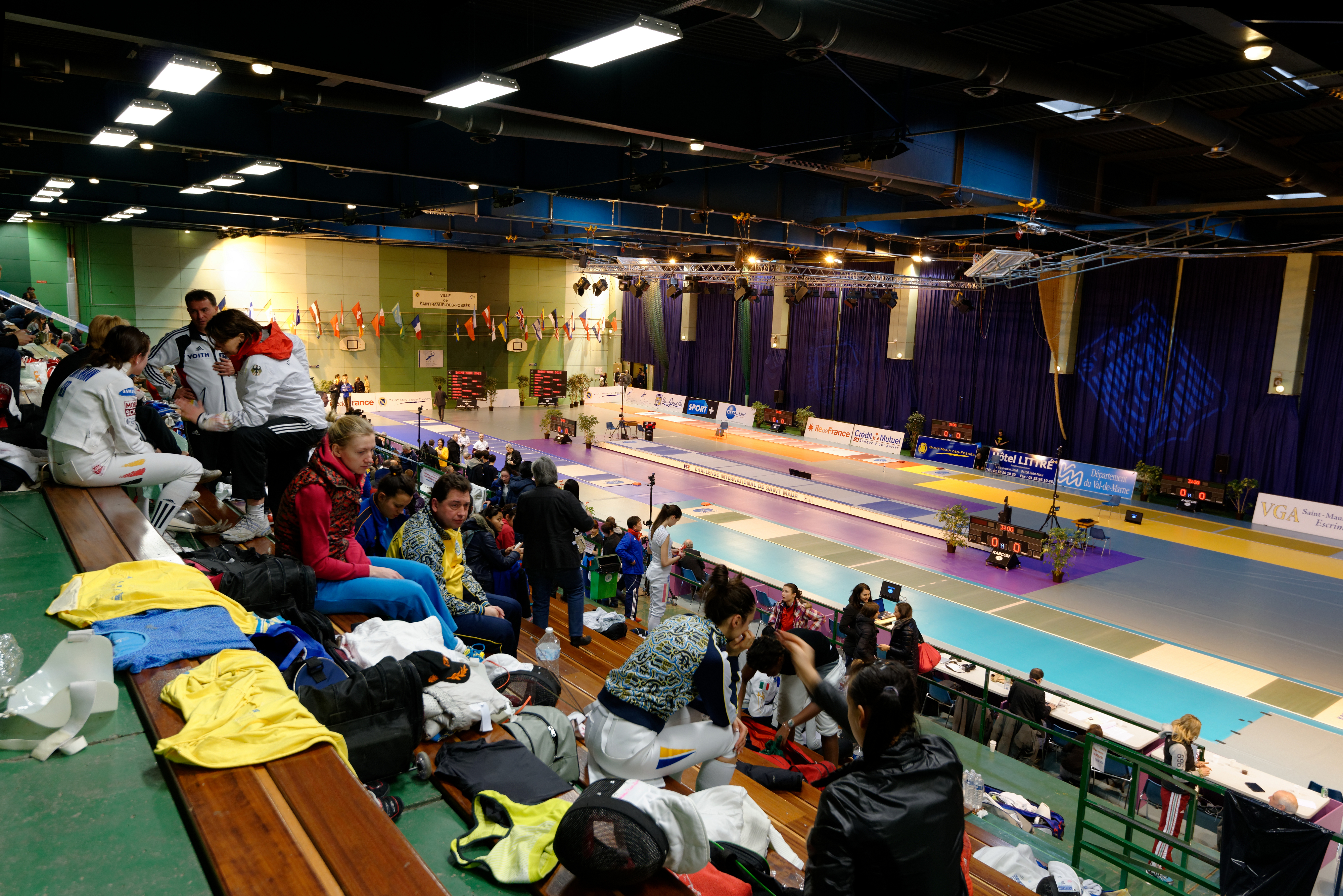
La salle du centre sportif Pierre-Brossolette à l'occasion du Challenge international de Saint-Maur 2013.

La Stella évolue au Centre sportif Pierre-Brossolette, situé à Saint-Maur-des-Fossés et inauguré en 1967, dans la salle d'honneur dotée d'une tribune de 1 315 places. Il a notamment accueilli plusieurs matchs internationaux : un match amical opposant l'équipe de France féminine à la Macédoine en novembre 2000 ou encore un match amical féminin entre la France et l'Angola le 29 novembre 2001. Il a également accueilli des matchs du Challenge international Georges-Marrane : Suède-Cuba le 19 mai 1992, Danemark-Serbie-et-Monténégro le 6 janvier 2005. En décembre 2007, le centre Brossolette accueille certains matchs du Mondialito regroupant les équipes nationales de moins de 18 ans de 12 pays.
Le siège de l'association Stella Sports était situé au 88 Quai du Petit Parc à Saint-Maur-des-Fossés, propriété de la ville, jusqu'à la fusion avec la VGA en 2017. Les locaux sont mis en vente en avril 2018. Le siège de la section handball, et désormais de l'association, se situe au 1 Les Logis de la Pie.

## Autres équipes
La Stella possède une équipe réserve féminine, entraînée par Alexandre Dumay, qui s'illustre comme l'équipe première en accédant à la Nationale 1 à l'issue la saison 2019-2020.
En juillet 2021, le club se dote d'un centre de formation, agréé par le Ministère des Sports et la Fédération française de handball en 2022. Le parcours des jeunes joueuses du centre lie la formation sportive et l'apprentissage du métier d'handballeuse professionnelle, au parcours étudiant ainsi qu'au développement socio-culturel.
Par ailleurs, l'équipe senior masculine évolue depuis 2016 en Nationale 3.